# Копачел (Брашов)
Копачел (рум. Copăcel) насеље је у Румунији у округу Брашов у општини Харшени. Oпштина се налази на надморској висини од 517 m.

## Становништво
Према подацима из 2002. године у насељу је живело 655 становника.

### Попис2002.
| Расподела становништва по националности 2002.‍ | Расподела становништва по националности 2002.‍ | Расподела становништва по националности 2002.‍ | Расподела становништва по националности 2002.‍ | Расподела становништва по националности 2002.‍ |
| --------------------------------------------- | --------------------------------------------- | --------------------------------------------- | --------------------------------------------- | --------------------------------------------- |
|                                               |                                               |                                               |                                               |                                               |
| Румуни                                        | Румуни                                        |                                               | 630                                           | 96,2%                                         |
| Роми                                          | Роми                                          |                                               | 25                                            | 3,8%                                          |